# Empicoris armatus
Empicoris armatus är en insektsart som först beskrevs av Champion 1898.  Empicoris armatus ingår i släktet Empicoris och familjen rovskinnbaggar. Inga underarter finns listade i Catalogue of Life.